# Mudhoney (album)
Mudhoney – pierwszy album amerykańskiego, grunge'owego zespołu Mudhoney, wydany 1 listopada 1989 przez wytwórnię Sub Pop.

## Lista utworów
1. This Gift – 3:34
2. Flat Out Fucked – 2:15
3. Get Into Yours – 3:50
4. You Got It – 2:50
5. Magnolia Caboose Babyshit – 1:07
6. Come To Mind – 4:52
7. Here Comes Sickness – 3:41
8. Running Loaded – 2:50
9. The Farther I Go – 2:07
10. By Her Own Hand – 3:16
11. When Tomorrow Hits – 2:39
12. Dead Love – 4:27